# Ацетилцистеин

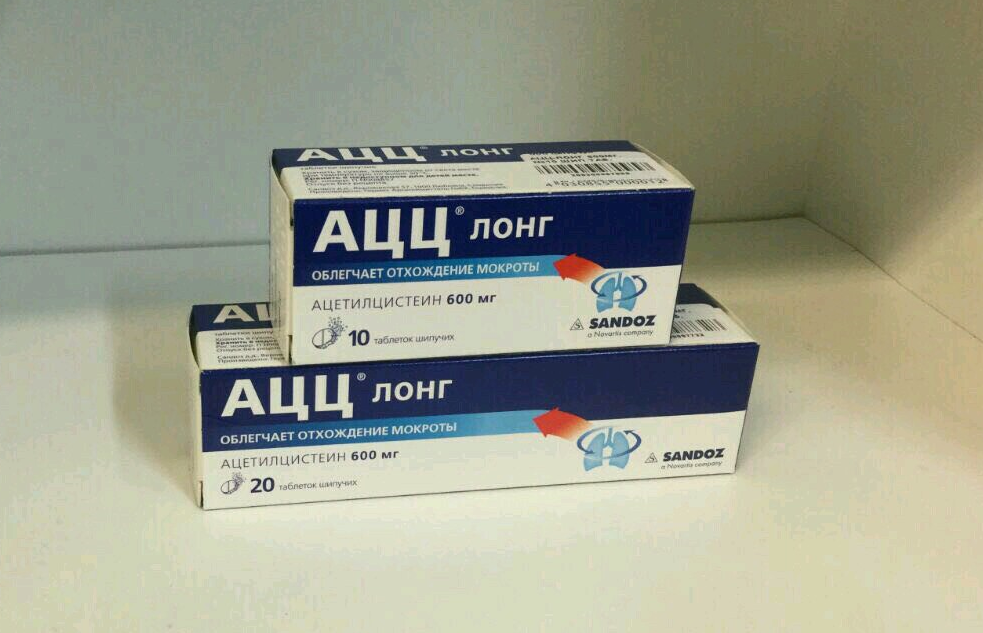
Препарат на основе ацетилцистеина

Ацетилцистеин (N-ацетил-L-цистеин, NAC) — муколитическое средство, используемое при инфекционных заболеваниях, сопровождающихся образованием вязкой трудноотделяемой мокро́ты. Также применяется при острых отравлениях парацетамолом. В числе частых побочных эффектов — тошнота и рвота, и препарат требует осторожности в применении. 
Ацетилцистеин входит в перечень ЖНВЛП Минздрава РФ.

## История
В 1950-е годы профессор Витторио Феррари, работая над заданием от фармацевтической компании Замбон, обратил внимание на способность ацетилцистеина разрывать дисульфидные связи мукополисахаридов в слизи. Данное открытие положило начало созданию препаратов класса муколитиков.
С конца 1980-х гг. ацетилцистеин применяют в качестве антиоксиданта, оказывающего как прямое антиоксидантное действие, обусловленное наличием свободной тиоловой группы, так и непрямое — за счёт того, что он является предшественником глутатиона.

## Фармакодинамика
Ацетилцистеин является производным аминокислоты цистеина. Обладает муколитическим действием, облегчает отхождение мокроты, напрямую воздействуя на реологические свойства мокроты.
Муколитическое действие обусловлено способностью препарата разрывать дисульфидные связи мукополисахаридных цепей и вызывать деполимеризацию мукопротеидов мокроты.
Оказывает антиоксидантное действие, которое основано на способности его реактивных сульфгидрильных групп (SH-группы) связываться с окислительными радикалами, нейтрализуя их.
Способствует синтезу глутатиона, важного компонента антиокислительной системы и химической детоксикации организма.
За счет антиоксидантного действия реализуется и противовоспалительное свойство ацетилцистеина — антиоксидантное действие ацетилцистеина повышает защиту клеток от повреждающего действия свободнорадикального окисления, свойственного интенсивной воспалительной реакции. Антиоксидантное и противовоспалительное действие ацетилцистеина особенно важны при ОРВИ с высокой температурой и гриппе.
Обладает противовоспалительными свойствами, обусловленными подавлением образования свободных радикалов и реактивных метаболитов кислорода, ответственных за развитие острого и хронического воспаления в легочной ткани и воздухоносных путях.
Профилактическое применение ацетилцистеина способствует уменьшению частоты и тяжести обострений бактериальной этиологии у пациентов с хроническим бронхитом и муковисцидозом.

## Показания
Заболевания органов дыхания, сопровождающиеся образованием вязкой трудноотделяемой мокроты: острый и хронический бронхит, обструктивный бронхит; трахеит, ларинготрахеит; пневмония; абсцесс легкого; бронхоэктатическая болезнь, бронхиальная астма, хроническая обструктивная болезнь легких (ХОБЛ), бронхиолиты; муковисцидоз; острый и хронический синусит, воспаление среднего уха (средний отит). Хронический бактериальный цистит.

## Применение

### Применение у детей
Ацетилцистеин имеет высокий профиль безопасности, он чаще других муколитиков назначается с целью изменить структуру секрета бронхов. Этот препарат наряду с карбоцистеином также назначается детям при ОРВИ, но эффективность такого его применения сомнительна.
Является муколитиком прямого типа действия, может применяться у детей с различными болезнями органов дыхания, сопровождающимися кашлем и мукостазом. Целесообразно назначать в ранние сроки заболевания с целью разжижения вязкой мокроты, нормализации реологических свойств бронхиального секрета, улучшения мукоцилиарного клиренса, а также как активный антиоксидант, включение которого в терапию способствует более быстрому купированию симптомов интоксикации и уменьшению сроков госпитализации у детей с острыми респираторными инфекциями.

### Применение у взрослых
Дозировка у взрослых и детей старше 14 лет: 1-3 раза в день в зависимости от дозировки (400—600 мг/сут).

## Побочное действие
По данным Всемирной организации здравоохранения (ВОЗ), нежелательные эффекты классифицированы в соответствии с их частотой развития следующим образом: очень часто (⩾ 1/10), часто (⩾1/100, <1/10), нечасто (⩾1/1000, <1/100), редко (⩾1/10000, <1/1000) и очень редко (< 1/10000); частота неизвестна (частоту возникновения явления нельзя определить на основании имеющихся данных).
Нарушения со стороны иммунной системы: нечасто — реакции гиперчувствительности: кожный зуд, сыпь, крапивница; очень редко — анафилактические/анафилактоидные реакции;
Со стороны органов желудочно-кишечного тракта: нечасто — тошнота, рвота, изжога, боль в животе, гастрит, стоматит, диарея; редко — диспепсия.
Со стороны дыхательной системы: редко — одышка, бронхоспазм (преимущественно у пациентов с гиперреактивностью бронхов при бронхиальной астме).
Нарушения со стороны сердечно-сосудистой системы: нечасто — снижение артериального давления, тахикардия.
Очень редко: кровотечения.
Прочее: нечасто — головная боль, сонливость, лихорадка; шум в ушах; рефлекторный кашель, местное раздражение дыхательных путей, ринорея (при ингаляционном применении); жжение в месте инъекции (при парентеральном применении).

## Взаимодействие с другими медицинскими препаратами
Не следует применять ацетилцистеин с противокашлевыми средствами, так как подавление кашлевого рефлекса может усилить застой мокроты. Совместное применение с антибиотиками может привести к снижению активности обоих препаратов, так как тетрациклины (исключая доксициклин), ампициллин, амфотерицин В могут взаимодействовать с тиоловой SH-группой ацетилцистеина. Интервал между приемом ацетилцистеина и антибиотиков должен составлять не менее 2 часов (кроме цефиксима и лоракарбефа).
При одновременном приеме ацетилцистеина и нитроглицерина, сосудорасширяющее и антиагрегантное действие последнего может усилиться.
Ацетилцистеин уменьшает гепатотоксическое действие парацетамола. Фармацевтически несовместим с растворами других ЛС.
Так как ацетилцистеин имеет свойство разрушать дисульфидные мостики клеток мукоцитов, которые также отвечают за образование защитной пленки слизистой желудка, нейтрализующей соляную кислоту, совместное применение ацетилцистеина в дозировках более 2000 мг/сутки и препаратов, вызывающих повышение кислотности или негативно влияющих на слизистую желудка, таких как алкоголь, нестероидные противовоспалительные препараты, некоторые ингибиторы ФДЭ-5 (например, тадалафил), ацетилсалициловая кислота, а также  анаболические стероиды, содержащие 17-альфа-алкильную группу (например, метандиенон), способно ускорить разрушение защитной слизистой оболочки желудка, что может привести к возникновению острого гастрита. 
Было продемонстрировано, что n-ацетилцистеин, связанный с такими веществами, как d-манноза, лактоферрин и моринда цитрусолистная, успешно борется с хроническим циститом. В случае мужского бесплодия N-ацетилцистеин обладает разжижающим сперму эффектом.

## Эффективность и безопасность
Ацетилцистеин имеет хороший уровень безопасности, побочные явления умеренны и редки.
Сведения об эффективности препарата при лечении острых инфекций дыхательных путей недостаточно достоверны, у исследований есть методологические проблемы. Согласно таким исследованиям, ацетилцистеин является ограниченно эффективным при острых респираторных заболеваниях, однако такие заболевания проходят самостоятельно и реальный эффект препарата может отсутствовать.
N-ацетилцистеин показал высокую эффективность в предотвращении бактериальной адгезии и растворении матрицы зрелой биопленки.

### Результаты клинических испытаний

#### Сравнительные исследования
- В течение трех лет проводилось исследование на кафедре детских болезней РГМУ, в котором приняло участие 259 детей с острой хронической бронхолегочной патологией в возрасте от 0 до 15 лет. 92 ребёнка получали ацетилцистеин, 117 детей — амброксол в виде таблеток, сиропа, ингаляционно и инъекционно, 50 пациентов составили группу сравнения — 30 принимали бромгексин, 20 — мукалтин. Длительность терапии составила от 5 до 15 дней.

Оценка происходила по следующим критериям: сроки появления продуктивного кашля, уменьшение его интенсивности, сроки выздоровления, вязкость мокроты.
По результатам исследования наилучший клинический эффект показал ацетилцистеин. Бромгексин и амброксол также показали выраженный муколитический эффект, но в более поздние сроки, чем ацетилцистеин. Наименьшую клиническую эффективность показал мукалтин.
- В 2013 г. в библиотеке Кохрейна (The Cochrane Library) был опубликован систематический обзор исследований по оценке эффективности и безопасности ацетилцистеина и карбоцистеина при терапии острых инфекций верхних и нижних дыхательных путей у детей без хронической бронхолегочной патологии. Ацетилцистеин изучали 20 исследований, число участников в возрасте от 2 мес до 13 лет составило 1080, из которых 831 получал лечение (остальные - контроль). Все контролируемые исследования показали хорошую клиническую безопасность за исключением слабо выраженных неблагоприятных явлений со стороны желудочно-кишечного тракта (рвота) у 46 пациентов (2 %). В целом переносимость была хорошей, но было доступно очень мало данных для оценки безопасности для детей младше 2 лет.[20]

- Двойное слепое плацебо-контролируемое исследование, проведенное Шведским обществом заболеваний лёгких, включало 259 пациентов с хроническим бронхитом. Пациенты получали 200 мг ацетилцистеина в день в течение 6 месяцев. Длительный профилактический прием ацетилцистеина у пациентов с хроническим бронхитом значительно снижал риск обострения. Частота обострений хронических бронхитов была на 52,5 % ниже в группе пациентов, длительно получавших лечение ацетилцистеином, по сравнению с группой плацебо.[21]

- Был проведен метаанализ 39 исследований применения ацетилцистеина при хронических бронхитах за период с 1976 по 1994 г.; 11 из них соответствовали критериям включения (остальные были неконтролируемыми или не содержали соответствующих данных по воздействию ацетилцистеина при приеме внутрь). Для анализа были доступны данные 2011 пациентов: 96 человек принимали ацетилцистеин, 1015 человек принимали плацебо.

Ацетилцистеин во всех исследованиях назначали внутрь два или три раза в день (400 или 600 мг/сут). Сроки лечения составляли в среднем от 12 до 24 недель.
Результаты:
— При использовании ацетилцистеина почти в 2 раза больше пациентов отмечали улучшение своего состояния (61,4 % — ацетилцистеин, 34,6 % — плацебо), разница в пользу ацетилцистеина была статистически достоверна.
— Не было обнаружено различий между ацетилцистеином и плацебо по частоте нежелательных явлений со стороны ЖКТ. При использовании ацетилцистеина 10,2 % пациентов жаловались на побочные реакции со стороны ЖКТ (диспепсию, диарею или изжогу), в контрольной группе — 10,9 %.
— C профилактической целью пациентам можно принимать ацетилцистеин постоянно или по крайней мере каждую зиму (по рекомендации врача).
Заключение: пероральный прием N-ацетилцистеина в течение 3-6 мес. пациентами, страдающими хроническим бронхитом, хорошо переносится, сопровождается статистически значимым снижением риска обострений и значительным уменьшением симптомов бронхита.

### Исследования in vitro
На сегодняшний день известно, что большинство бактерий существует в природе не в виде свободно плавающих клеток, а в виде организованных биопленок (Biofilms). Сами бактерии составляют лишь 5-35 % массы биопленки, остальная часть — это межбактериальный матрикс. Были предприняты исследования, показавшие, что N-ацетилцистеин эффективно разрушает биопленки. Показано, что N-ацетилцистеин в различных концентрациях способен уменьшать бактериальную адгезию. Сравнительные исследования показали способность ацетилцистеина уменьшать жизнеспособность биопленок золотистого стафилококка (через 5 и 48 часов) в сравнении с амброксолом и бромгексином выше в 5—6 раз, уменьшение синтеза матрикса бактерий у ацетилцистеина — 72 %, у амброксола — 20 %.

## Перспективные направления
Широко исследуется применение ацетилцистеина для лечения и профилактики отравлений.
Ведутся исследования терапевтического эффекта при шизофрении, биполярном расстройстве, обсессивно-компульсивном расстройстве, СПИДе, синдроме поликистозных яичников и других состояниях. В опытах на старых мышах обнаружено, что смесь ацетилцистеина с аминокислотой глицином может оказывать геропротекторное действие, защищая от сердечно-сосудистых заболеваний.
В дополнение к антиоксидантной активности недавние результаты экспериментов подтвердили эффективность N-ацетилцистеина при дезагрегации и уменьшении числа жизнеспособных форм бактерий, присутствующих в биопленках, например Staphylococcus aureus и Escherichia coli. Была подчеркнута эффективность фосфомицина и ибупрофена в синергизме с N-ацетилцистеином при инфекциях, вызванных биопленками уропатогенной кишечной палочки и неспецифических инфекциях мочевыводящих путей. Активность, выполняемая N-ацетилцистеином даже при использовании в синергической ассоциации с одиночными антибиотиками, открывает новые и важные терапевтические перспективы при хронических инфекционных патологиях дыхательных путей и мочевыводящих путей, вызванных микроорганизмами, образующими биоплёнку, которые практически невозможно искоренить с помощью общей антибиотикотерапии
Высокая антиоксидантная активность N-ацетилцистеина, его способность препятствовать образованию биопленки, разрушать полимерную мембрану зрелых бактериальных и грибковых биопленок, делает патогены чувствительными к препаратам и реакции иммунной системы.
N-ацетилцистеин используется для уничтожения бактериальных биопленок мочевого пузыря, основной причины хронического цистита. Было продемонстрировано, что n-ацетилцистеин, связанный с такими веществами, как d-манноза, лактоферрин и экстракт Моринды цитрусолистной, успешно борется с хроническим циститом. В случае мужского бесплодия N-ацетилцистеин обладает разжижающим сперму эффектом.